# 殷都区
殷都区是中华人民共和国河南省安阳市的一个市辖区。面积70平方公里，总人口約22万人。中國商代晚期都城遺址殷墟在此處。區人民政府駐梅東路96號。

## 行政区划
殷都区下辖9个街道办事处、1个乡：
梅园庄街道、李珍街道、电厂路街道、纱厂路街道、铁西路街道、水冶街道、清风街街道、北蒙街道、相台街道和西郊乡。
托管安阳县水冶镇、铜冶镇、曲沟镇、伦掌镇、都里镇、洪河屯乡、磊口乡、许家沟乡、安丰乡。

## 人口
根據全國第七次人口普查統計數據顯示：殷都区常住人口為219780人。

## 商业
- 华联超市
- 丹尼斯大卖场
- 奥斯卡榕森影城殷都店
- 丹枫购物广场

## 与其他市辖区的分界线
- 北关区：京广铁路
- 文峰区：京广铁路
- 龙安区：文明大道-中州路-文峰大道